# Expedición 53
La Expedición 53 fue la 53.ª misión de larga duración en la ISS, que comenzó con el desacoplamiento de la Soyuz MS-04 el 3 de septiembre de 2017 y concluyó con el desacoplamiento de la Soyuz MS-05, el 14 de diciembre de 2017. Randolph Bresnik, Paolo Nespoli y Sergey Ryazansky fueron transferidos de la Expedición 52, con Randolph Bresnik tomando el papel de comandante. El resto de miembros de la Expedición, llegaron el 12 de septiembre a bordo de la Soyuz MS-06. La transferencia del mando de la Expedición 53 a la Expedición 54 se realizó el 13 de diciembre de 2017. La Expedición 53 finalizó oficialmente el 14 de diciembre de 2017, 5:14 UTC, con el desacoplamiento de Soyuz MS-05, siendo el cosmonauta y nuevo comandante, Alexander Misurkin y los astronautas de la NASA, Mark T. Vande Hei y Joseph M. Acaba transferidos a la Expedición 54.

## Personal
| Cargo                | Del 3 de septiembre de 2017 | Del 12 de septiembre de 2017 |
| -------------------- | --------------------------- | ---------------------------- |
| Comandante           | Randolph J. Bresnik (NASA)  | Randolph J. Bresnik (NASA)   |
| Ingeniero de vuelo 1 | Sergey Ryazansky, (RKA)     | Sergey Ryazansky, (RKA)      |
| Ingeniero de vuelo 2 | Paolo Nespoli (ESA)         | Paolo Nespoli (ESA)          |
| Ingeniero de vuelo 3 |                             | Alexander Misurkin, (RKA)    |
| Ingeniero de vuelo 4 |                             | Mark T. Vande Hei (NASA)     |
| Ingeniero de vuelo 5 |                             | Joseph M. Acaba (NASA)       |

## Misión

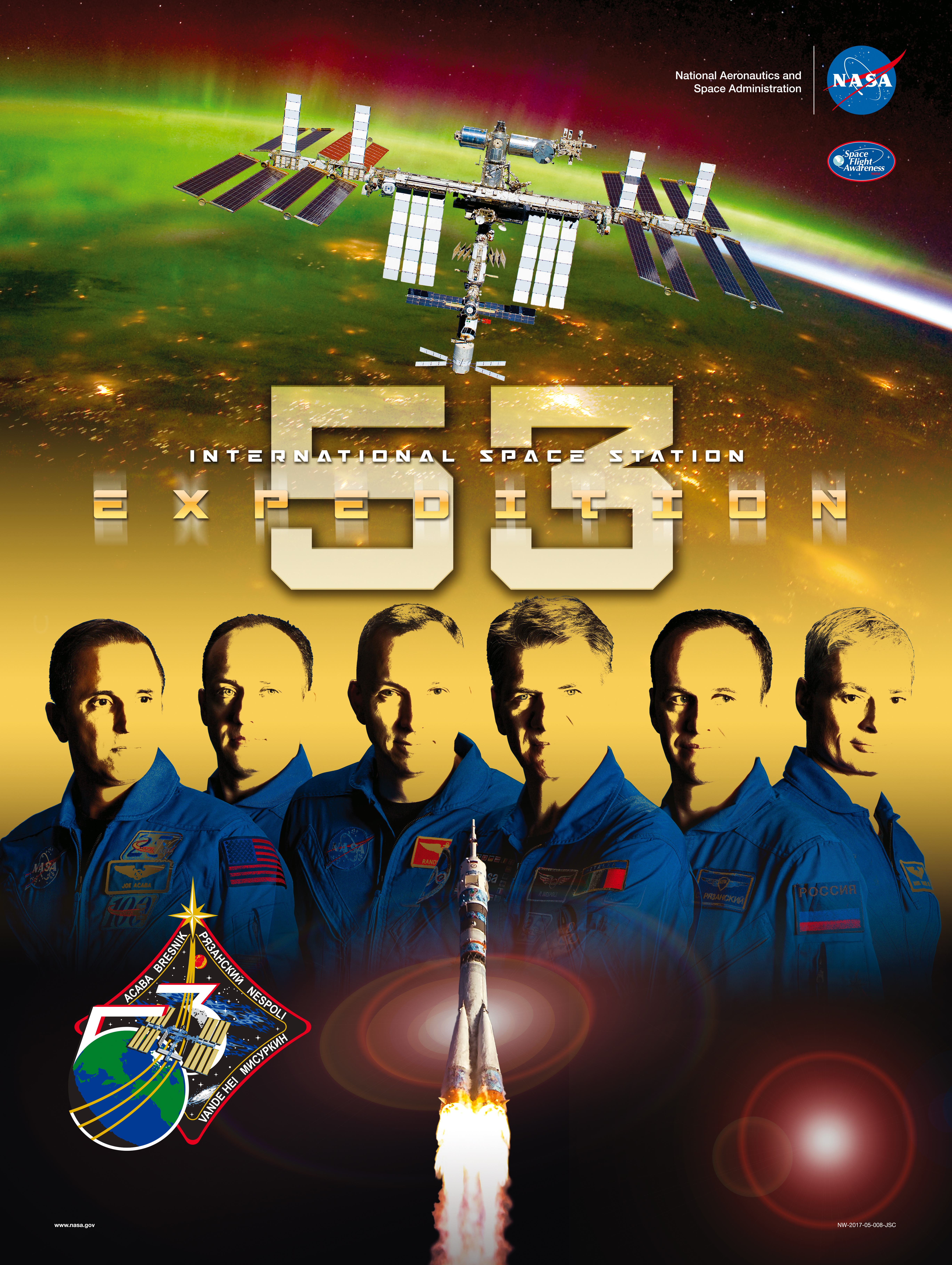
Póster de la Expedición 53., Joseph M. Acaba, Mark Vande Hei, Paolo Nespoli, Randolph Bresnik y Sergey Ryazansky

Durante la expedición se supervisaron el acoplamiento de las naves de carga,  SpaceX Dragon CRS-12, Progress MS-07 y  Cygnus CRS OA-8E, además de la nave tripulada Soyuz MS-06 con la segunda parte de la tripulación el día 12 de septiembre de 2017. 
Bresnik realizó  3 caminatas espaciales junto con  Mark T. Vande Hei y Joseph M. Acaba desde el segmento americano de la Estación, las número 203, 204 y 205 de la historia de la ISS. 
También se continuó y finalizó la misión "Vita" (Vitality, Innovation, Technology and Ability) de la ESA a cargo de Paolo Nespoli durante las expediciones 52/53.